# Receptor muscarínico

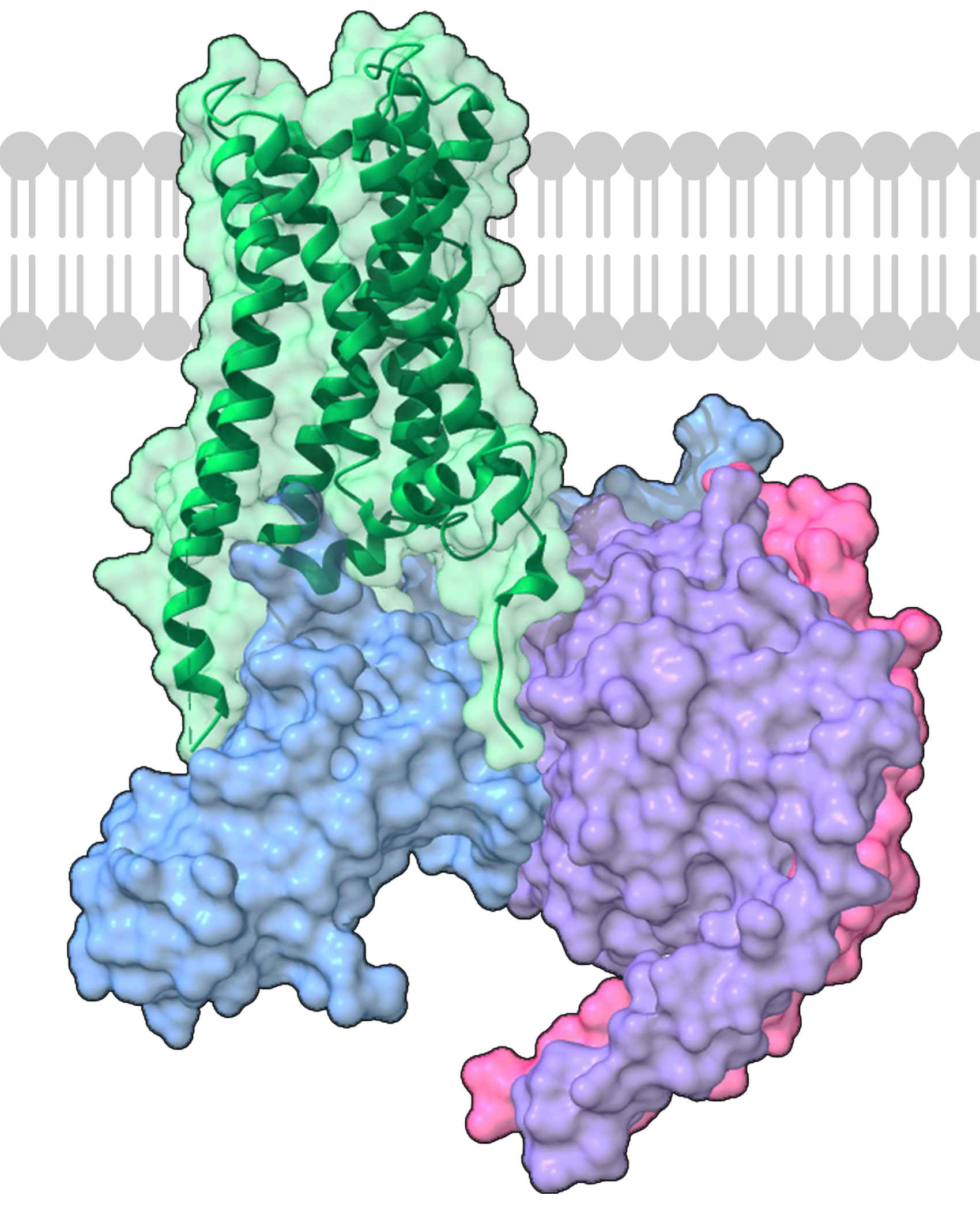
Imagen creada a partir del archivo PDB 6OIJ y representada con ChimeraX.

Los receptores muscarínicos son receptores de neurotransmisores, proteínas transmembrana que son sensibles a la acción de la Ach (acetilcolina).  
La muscarina (alcaloide responsable de la toxicidad de ciertos hongos) imita las acciones estimuladoras de la acetilcolina sobre la musculatura lisa y glándulas. Por esta razón, a los receptores vinculados con ella se les llamó receptores muscarínicos, los cuales son bloqueados por la atropina.  
El receptor muscarínico tiene forma de serpentina acoplado a una proteína G, adenilciclasa y fosfolipasa.
Constituye el tipo predominante de receptor colinérgico en el cerebro, donde parecen hallarse involucrados en la memoria y el aprendizaje (pueden estar involucrados en trastornos como la depresión y manía). Los receptores muscarínicos superan a los nicotínicos en un factor de diez a cien.

## Tipos
Se conocen cinco subtipos de receptores muscarínicos, que se designan con una M (muscarínicos) seguido por un número:
- Receptor M1, abunda en el encéfalo (sistema nervioso central) y en las ECL (células semejantes a los enterocromafines) (aumenta el Inositol trifosfato y calcio).
- Receptor M2, abunda en el corazón, músculo liso, sistema nervioso central y epitelio glandular. (disminuye el AMPc) Genera efectos inotrópicos, cronotrópicos y dromotrópicos negativos. El betanecol parece ser un agonista selectivo de estos.
- Receptor M3, se encuentra en el tejido glandular , el músculo liso, endotelio y sistema nervioso central. Provoca broncoespasmo (músculo liso de vía aérea).
- Receptor M4, abunda en el páncreas y el pulmón.
- Receptor M5, se cree que actúa a nivel de las glándulas salivales y el músculo ciliar.

Los receptores M1, M3 y M5 se acoplan a proteínas Gq/11 que desencadenan la activación de la PLC y con ello la activación del inositol trifosfato y diacilglicerol. Los receptores M2, M4 se acoplan a proteínas Gi/o (sensibles a la toxina pertussis) que pueden inhibir a la adenilato ciclasa, activar algunos canales de K+ e inhibir canales de Ca++ sensibles al voltaje.
| Receptor                                                                                             | Subtipo M1                                                       | Subtipo M2                                         | Subtipo M3                                                                                   |
| --- | ---------------------------------------------------------------- | -------------------------------------------------- | -------------------------------------------------------------------------------------------- |
| Ubicación                                                                                            | Nervios                                                          | Corazón (aurículas), nervios                       | Glándulas, músculo liso, endotelio vascular                                                  |
| Transducción de señales                                                                              | Gq/11-PLC incremento de IP3-DAG                                  | Gi/o Inhibición de AC, activación de canales de K+ | Gq/11-PLC incremento de IP3-DAG                                                              |
| Efecto fisiológico primario                                                                          | Despolarización-excitación neuronal, secreción de ácido gástrico | Bradicardia, inhibición neuronal                   | Activación de secreciones, vasodilatación, broncoespasmo, contracción de los músculos lisos. |
| Antagonistas selectivos                                                                              | Pirenzepina, Diciclomina, telenzepina, trihexilfenidil           | Galamina, metocrtamina                             | Darifenacin, Solifenacin                                                                     |
| PLC: Fosfolipasa C, AC: Adenilato ciclasa, IP3: 1',4',5'-trifosfato de inositol, DAG: diacilglicerol |                                                                  |                                                    |                                                                                              |